# Жагуари
Жагуари (порт. Jaguari) — муниципалитет в Бразилии, входит в штат Риу-Гранди-ду-Сул. Составная часть мезорегиона Западно-центральная часть штата Риу-Гранди-ду-Сул. Входит в экономико-статистический микрорегион Санта-Мария. Население составляет 12 295 человек на 2006 год. Занимает площадь 673,459 км². Плотность населения — 18,3 чел./км².

## История
Город основан 16 августа 1920 года.

## Статистика
- Валовой внутренний продукт на 2003 составляет 93.062.469,00 реалов (данные: Бразильский институт географии и статистики).
- Валовой внутренний продукт на душу населения на 2003 составляет 7.514,73 реалов (данные: Бразильский институт географии и статистики).
- Индекс развития человеческого потенциала на 2000 составляет 0,795 (данные: Программа развития ООН).